# Hamiz
 (novembre 2015).
Si vous disposez d'ouvrages ou d'articles de référence ou si vous connaissez des sites web de qualité traitant du thème abordé ici, merci de compléter l'article en donnant les références utiles à sa vérifiabilité et en les liant à la section « Notes et références ».
Hamiz est un fleuve algérien qui a son embouchure à l'est de la baie d'Alger.

## Géographie
Il n'a plus l'importance de jadis depuis l'édification de nombreux barrages tout au long de son cours. Ainsi, le barrage du Hamiz est construit à 35 kilomètres d'Alger, un peu en amont du débouché dans la plaine de la Mitidja de l'Oued Arbatache.
La commune de Bordj El Bahri se trouve à l'embouchure du fleuve. Située sur la rive est de la baie d'Alger, elle est entourée à l'ouest par la Méditerranée, à l'est par Ain Taya, au nord par El Marsa et au sud par Bordj El Kiffan.